# Укранімафільм
Українська кіностудія анімаційних фільмів (також Кіностудія «Укранімафільм») — державна українська анімаційна кіностудія, що існувала у Києві більше 60 років (1959—2019).
Заснована у 1959 році шляхом виокремлення зі складу державної Київської студії науково-популярних фільмів, ліквідована у 2019 році шляхом приєднання до «Довженко-Центру».

## Історія
У 1959 році на базі Київської студії науково-популярних фільмів (Київнаукфільм) було створено цех художньої мультиплікації, невдовзі перетворений на Творче об'єднання художньої мультиплікації, яке очолив Іполит Лазарчук, а згодом — Ірина Гурвич.
У 1961 році вийшли перші фільми об'єднання — «Пригоди Перця» та «Веснянка». В цей час до колективу об'єднання приєдналось багато молодих художників і режисерів. Зокрема — Алла Грачова, Євген Сивокінь, Давид Черкаський, Єфрем Пружанський, Володимир Дахно, Володимир Гончаров, Марк Драйцун, Цезар Оршанський, Іван Будз, Борис Храневич, Юрій Скирда, Едуард Кирич, Микола Чурилов, Генрих Уманський, Радна Сахалтуєв, Олександр Лавров, Костянтин Чикін, Олександр Вікен.
Ніна Василенко створює фільми у героїко-епічному жанрі («Маруся Богуславка», «Микита Кожум'яка»), Євген Сивокінь, Давид Черкаський та Володимир Гончаров — у жанрі комедійної мультиплікації., фільми-казки для найменших глядачів створюють Єфрем Пружанський, Алла Грачова та Борис Храневич. В цей же час з'являються перші лялькові фільми Леоніда Зарубіна.
У 1970-х Ірина Гурвич створює фільми-пісні, які стають візитівкою студії — «Як жінки чоловіків продавали» та «Як чоловіки жінок провчили». Інтенсивно розвивається лялькова мультиплікація. В цьому жанрі працюють такі режисери як Леонід Зарубін, Валентина Костилєва, Анатолій Трифонов, Володимир Кирик, художники Наталія Охотимська, Яків Горбаченко, Юрій Скирда, Микола Чурилов.
З середини 70-х років до колективу студії приєднуються молоді художники та режисери: Наталія Марченкова, Ірина Смирнова, Ніна Гузь, Борис Волков, Наталія Чернишова, Олена Баринова, Михайло Титов, Валентина Серцова, Олександр Татарський, Ігор Ковальов, Сергій Гізіла, Сергій Кушнеров , Людмила Ткачикова, Олена Касавіна, Сергій Міндлін.
У 1980-х на студії створюються популярні серійні проекти: «Пригоди трьох козаків» (режисер В. Дахно, художники А. Вадов (?), Е. Кирич, Г. Уманський, І. Будз), «Пригоди капітана Врунгеля», «Острів скарбів», «Лікар Айболить» (режисер Д. Черкаський, художник Р. Сахалтуєв), «Аліса в країні чудес» та «Аліса в Задзеркаллі» (режисер Є. Пружанський, художники І. Смирнова та Г. Уманський).
У 2002 році на студії вийшов пластиліновий мультфільм «Йшов трамвай № 9» (режисер Степан Коваль), який у 2003 р. отримав Срібного ведмедя на Берлінському кінофестивалі. У 2003 р. відбувається спроба відродження студії через комп'ютеризацію процесів. В 2000-х на студії виходять фільми, що отримують призи на престижних європейських кінофестивалях: «П'єса для трьох акторів» (режисер Олександр Шмигун), «Засипле сніг дороги» (режисер Є. Сивокінь) та інші.
Попри відносне піднесення студії у 2014 році, коли коштом Державного агентства України з питань кіно були створені серіал «Пригоди Котигорошка та його друзів» та повнометражний мультфільм Бабай, в наступні роки студія перебувала в занепаді. Представлену в 2017 році новим директором студії Дмитром Лісенбартом концепцію розвитку студії як анімаційного хабу так і не вдалось реалізувати.

## Ліквідація
29 березня 2019 року відповідно до наказу Міністерства культури України №256 «Про реорганізацію державного підприємства «„Українська кіностудія анімаційних фільмів“» кіностудію «„Укранімафільм“» приєднано до «Довженко-Центру», який став її правонаступником.

## Найвідоміші мультиплікаційні роботи
- «Козаки» серії (1967—1995)
  - «Як козаки куліш варили» (1967)
  - «Як козаки у футбол грали» (1970)
  - «Як козаки наречених визволяли» (1973)
  - «Як козаки сіль купували» (1975)
  - «Як козаки олімпійцями стали» (1978)
  - «Як козаки мушкетерам допомагали» (1979)
  - «Як козаки на весіллі гуляли» (1984)
  - «Як козаки інопланетян зустрічали» (1987)
  - «Як козаки у хокей грали» (1995)
- «Пригоди капітана Врунгеля» серії (1976—1979)
- «Пригоди коваля Вакули» (1977)
- «Як годували ведмежа» (1976)
- «Якого рожна хочеться?» (1975)
- «Музичні казки» (1976)
- «Перша зима» (1978)
- «Золоторогий олень» (1979)
- «Як несли стіл» (1979)
- «Жили-були матрьошки» (1981)
- «Аліса в Країні чудес» (1981)
- «Зустріч» (1984)
- «Лікар Айболить» серії (1984—1985)
- «Острів скарбів» (1986—1988)
- «Три Паньки» (1989)
- «Енеїда» (1991)
- «Бабай» (2014)
- «Пригоди Котигорошка та його друзів»  (2014)
- «Козаки. Навколо світу»  (2018)